# Acantharia
Acantharia is een geslacht van schimmels behorend tot de familie Venturiaceae. De typesoort is Acantharia echinata. 

## Soorten
Volgens Index Fungorum telt het geslacht zeven soorten (peildatum augustus 2023):
| Soortnaam                    | Auteur(s)                        | Publicatiejaar |
| ---------------------------- | -------------------------------- | -------------- |
| Acantharia aterrima          | (Cooke & G. Winter) Arx          | 1954           |
| Acantharia chaetomoides      | W.H. Hsieh, Chi Y. Chen & Sivan. | 1995           |
| Acantharia echinata          | (Ellis & Everh.) Theiss. & Syd.  | 1918           |
| Acantharia elegans           | (Syd. & P. Syd.) Arx             | 1954           |
| Acantharia hamata            | (Penz. & Sacc.) Arx              | 1954           |
| Acantharia quercus-dilatatae | S.K. Bose & E. Müll.             | 1965           |
| Acantharia sinensis          | (Petr.) Arx                      | 1954           |